# Louis Cuvelier
Louis Cuvelier, (Oostvleteren, 12 januari 1782 - Veurne, 11 mei 1859) was burgemeester van Veurne en notaris.

## Levensloop
Louis Joseph Cuvelier, zoon van Philippe Cuvelier (in Merkem geboren) en Anna Demeij, werd in 1823 notaris benoemd in Veurne. Hij bleef het ambt uitoefenen tot in 1853 en werd opgevolgd door zijn zoon Adolphe Cuvelier, die het bleef tot in 1862.
In 1812 trouwde hij met Julie Marrannes, dochter van Norbert Marrannes en Louise Bernier. Ze hadden heel wat kinderen.
Hij werd burgemeester van Veurne in 1827, maar werd in november 1830 afgezet (gevolg van de Belgische Revolutie) en opgevolgd door Charles Dubois.
Hij verdween niet helemaal uit het openbare leven in Veurne. In 1833 werd hij plaatsvervangend voorzitter van de militieraad voor het district Veurne. 